# Gordiejewo (obwód kałuski)
Gordiejewo (ros. Гордеево) – wieś (dieriewnia) w Rosji, w obwodzie kałuskim, w rejonie borowskim. W 2021 liczyła 11 mieszkańców.